# Northport (Michigan)
Northport – wieś w Stanach Zjednoczonych, w stanie Michigan, w hrabstwie Leelanau.